# Väster-Svarttjärnen, Medelpad
Väster-Svarttjärnen är en sjö i Sundsvalls kommun i Medelpad och ingår i Ljungans huvudavrinningsområde.